# Together (песня Сии)
Together (с англ. — «Вместе») — сингл австралийской певицы и автора песен Сии. Песня является саундтреком к фильму Мьюзик и лид-синглом к альбому-саундтреку Music: Songs from and Inspired by the Motion Picture, релиз которого намечен на 12 февраля 2021 года.. Премьера трека состоялась 20 мая 2020 года под руководством лейбла Atlantic Records.

## Чарты
| Чарт (2020)                               | Лучшая позиция |
| ----------------------------------------- | -------------- |
| Канада (Billboard Canadian Hot 100)       | 70             |
| Канада (Billboard CHR/Top 40)             | 40             |
| Франция (SNEP)                            | 180            |
| Новая Зеландия Hot Singles (RMNZ)         | 10             |
| Шотландия (OCC Scotland)                  | 56             |
| Швейцария (Schweizer Hitparade)           | 61             |
| Великобритания (OCC UK Singles Downloads) | 67             |
| Великобритания (OCC UK Singles)           | 96             |

## Сертификация
| Регион                                                                      | Сертификация | Продажи |
| --------------------------------------------------------------------------- | ------------ | ------- |
| Австрия (IFPI Austria)                                                      | Золотой      | 15 000  |
| Канада (Music Canada)                                                       | Золотой      | 40 000  |
| Данные о продажах + прослушиваниях приведены только на основе сертификации. |              |         |